# Megastomatohyla nubicola
Megastomatohyla nubicola är en groddjursart som först beskrevs av William Edward Duellman 1964.  Megastomatohyla nubicola ingår i släktet Megastomatohyla och familjen lövgrodor. IUCN kategoriserar arten globalt som starkt hotad. Inga underarter finns listade i Catalogue of Life.